# Kanton Le Thillot
Kanton Le Thillot is een kanton van het Franse departement Vosges. Het kanton maakt in zijn geheel deel uit van het arrondissement Épinal.
Bij de herindeling van de kantons door het decreet van 27 februari 2014, met uitwerking op 22 maart 2015, werden de gemeenten Dommartin-lès-Remiremont en Vecoux van het kanton Remiremont overgeheveld. Hierdoor nam het aantal gemeenten in het kanton toe van 8 naar 10.

## Gemeenten
Het kanton Le Thillot omvat de volgende gemeenten:
- Bussang
- Dommartin-lès-Remiremont
- Ferdrupt
- Fresse-sur-Moselle
- Le Ménil
- Ramonchamp
- Rupt-sur-Moselle
- Saint-Maurice-sur-Moselle
- Le Thillot (hoofdplaats)
- Vecoux